# Puitkogel
Der Puitkogel (auch Puikogel) ist ein mächtiger, 3343 m ü. A. hoher Gipfel im Geigenkamm südöstlich der Rüsselsheimer Hütte und südwestlich des Weißmaurachjochs. Drei große Grate ziehen von der aussichtsreichen Felspyramide herab. 
Nordwest- und Südwestgrat ziehen dabei in zwei gewaltigen Felspfeilern gegen das Pitztal, während der Ostgrat in Richtung Pollestal zieht.
Der Berg fällt durch seine ungemein massive und gleichzeitig hohe Berggestalt auf. Er ist im Pitztal selbst von der Jerzener Alm aus deutlich zu erkennen. Auch bis ins hinterste Taschachtal hinein kann er gesehen werden. Neben dem Hundstalkogel, der Hoher Geige und dem Hairlacher Seekopf gehört er somit zu den Bergen, die das Panorama des Pitztales dominieren. Seine Besteigungsgeschichte weist einige interessante Details auf.

## Besteigungsgeschichte
Die erste touristische Besteigung des Puitkogels erfolgte 1879 von Plangeroß in Begleitung des Führers Isaak Dobler, nachdem Pitztaler Bauern bereits 1858 die Spitze erklommen haben sollen. Am 22. August 1893 unternahm Rudolf L. Kusdas, Bergpionier des Kaunergrats und Geigenkamms, den Versuch, den Puitkogel von Mittelberg aus zu ersteigen. Er war durch das Wassertal in die Südwest-Flanke des Puitkogels aufgestiegen, musste dann aber etwa 100 Meter unterhalb des Gipfels umkehren.
Am 29. August 1894 unternahm der Innsbrucker Medizinstudent Fritz Lantscher mit dem Forstwart Franz Gstrein einen weiteren Versuch, den Gipfel zu erobern. Sie wanderten in das Pollestal hinein und stiegen von der Pollesau zum südlichen Schenkel des Puitkogelferners auf. In schwieriger Kletterei erreichten sie eine Scharte östlich des Gipfels, vor der Ost-Schulter des Berges. Eine scharfe, eiserfüllte Scharte mussten sie stufenschlagend überwinden und erreichten schließlich von Südosten her den Gipfel des Puitkogels. Sie stiegen über den blockigen Südgrat zum Grubenkarlferner ab, von wo aus sie wieder ins Pollestal gelangten.
Am 29. August 1895 unternahm Rudolf L. Kusdas, der den Berg noch für unerstiegen hielt, einen neuerlichen Versuch zu seiner Ersteigung. Er stieg von Mittelberg zum Pollesjoch auf und überschritt sämtliche Berge des Kammes zum Wassertalkogel hin. Von dort aus erstieg er über die Südscharte den Sonnenkogel und überschritt ihn in Richtung der Scharte zwischen Puitkogel und Sonnenkogel. Die großen Schwierigkeiten des Grates drängten ihn über Runsen in die Westflanke des Grates. Er erreichte die Scharte südlich des Puitkogels schließlich und erstieg den Berg über den Südgrat, den heutigen Normalweg.

## Routen
Normalweg (II): Auf dem Mainzer Höhenweg bis zum südlichen Puitkogelferner, von dort westlich gegen die Bergflanke über das Eis aufwärts und über leichten Fels auf die östlich vorgeschobene Blockschulter des Südgrates. In einer steilen Schuttrinne äußerst mühsam aufwärts. Steilstücke der Rinne umgeht oder erklettert man. Zum Südgrat empor in die letzte Scharte vor dem Gipfel.
(Variante aus dem Pitztal): Von Mandarfen über einen Steig auf die Grashänge des Mandarfen-Sonnenkogels. Sobald es möglich ist, quert man leicht aufwärts über steile Grashänge nach Norden. Eine steil in Richtung Wassertal hinabziehende Runse wird an passender Stelle durchschritten. Weiter queren bis zu einer steilen Wand, die ins oberste Wassertal abfällt. Man überwindet sie entweder ganz oben, direkt unter der Felsflanke des Sonnenkogels oder weiter unten durch einen 10 Meter hinabziehenden Kamin. Nun über die obersten Hänge des Wassertals bis zu einer markanten Felsenrinne. In der gut gangbaren, steilen Runse aufwärts. Kleinere Verzweigungsäste der Rinne ignorierend gelangt man in die Scharte zwischen Sonnenkogel und Puitkogel. Auf dem oft breiten, blockigen Südgrat (II) empor zur letzten Scharte vor dem Gipfel. 
Aus der Scharte über Simse nach rechts auf den Blockgrat und mäßig schwierig (II) in der östlichen Gratflanke oder direkt auf der Grathöhe zum Gipfel.
Nordostgrat (II, teilweise III): Vom Weißmaurachjoch dem Mainzer Höhenweg zum ersten, steilen, am oberen Rande senkrechten ersten Aufschwunge folgen. In brüchigem Gelände steil empor bis unter seinen obersten steilsten Teil. Durch eine felsige Rinne und Schuttbänder weiter empor und über ein Kriechband mit abdrängendem Überhang nach links hinaus zu einem Törl. Man erreicht ein Felsplateau jenseits und erklettert über ein steiles, rissdurchzogenes Wandl den Aufschwung (III). Das folgende, stark zerschartete Gratstück überwindet man zunächst an der Kante, eine Hangelstelle überwindend, weicht einem Abbruch über ein rechtsgelegenes Schuttband aus und gewinnt über gutgestufte Blöcke das breit weiterführende Gratplateau. Über das Plateau und einige Schneefelder hinweg zur erneuten Verengung des Grates. Nun immer linksseitig der Kante über Platten und Bänder zum Ostgipfel (3278 m) und jenseits in einen kleinen gletschergefüllten Kessel, welcher die letzte Scharte vor dem Hauptgipfel bildet. Aus dem Kessel steil über einen Blockaufschwung empor zu einem Vorgipfel und auf scharfer Schneide hinüber zum eigentlichen Gipfelaufbau. Nach links über geneigte Platten zu einer Rinne und in ihr empor zum Hauptgipfel.
Äußerst schwierig zu ersteigen ist der Berg über die beiden gegen das Pitztal hinabziehenden Grate. Die Schwierigkeit dieser Routen liegt bei IV.

## Impressionen

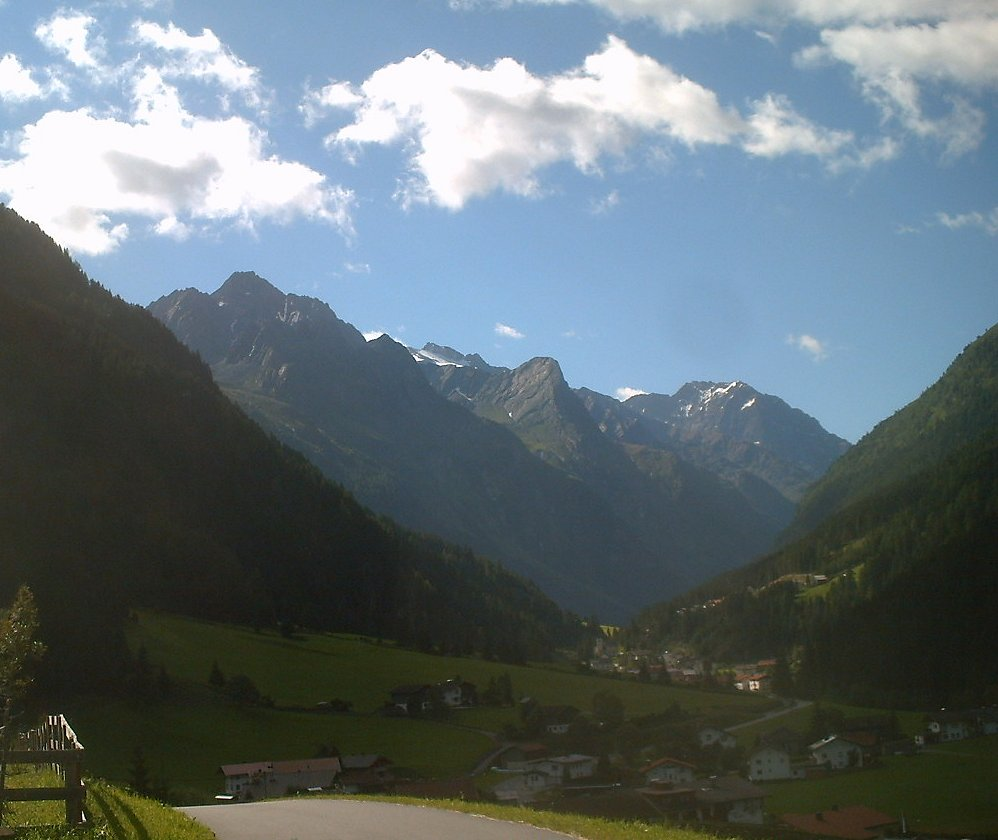
Hundstalkogel, Hohe Geige, Sturpen und Puitkogel aus dem vorderen Pitztal
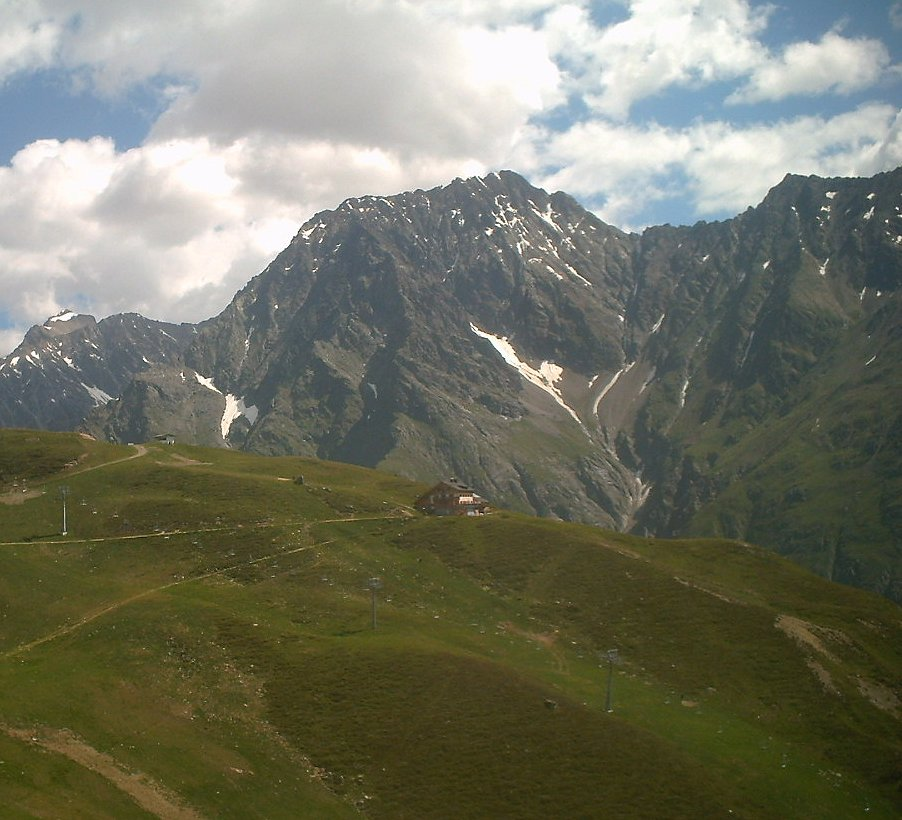
Puitkogel vom Rifflsee
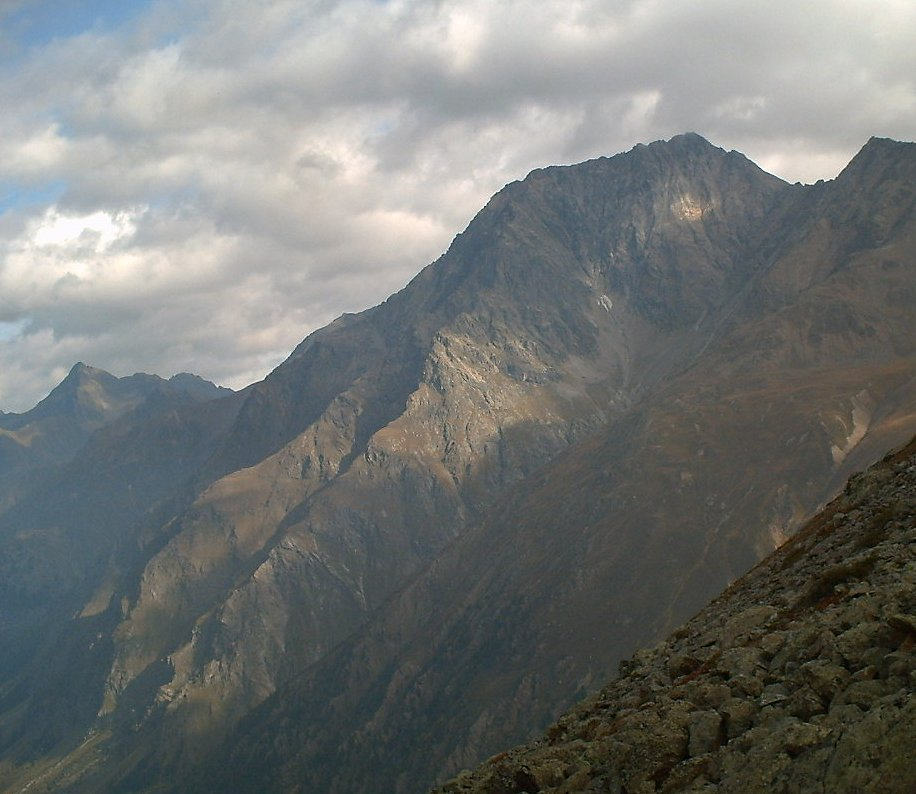
Die Gratpfeiler des Puitkogels
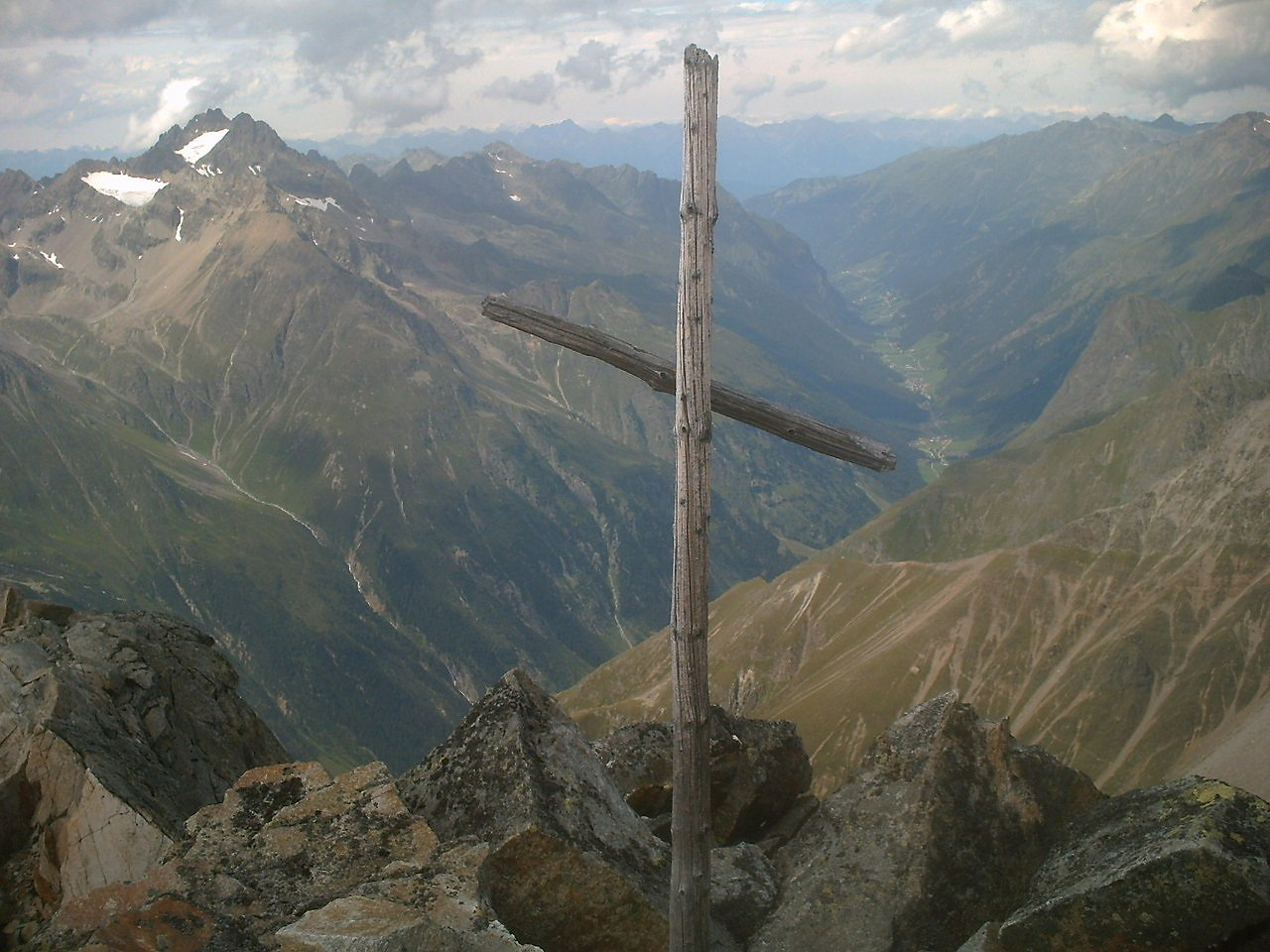
Am Gipfel
Puitkogel aus dem Taschachtal
Puitkogel von Süden
Puitkogel von Norden
Blick auf den Kaunergrat vom Gipfel